# Hälsingemålning

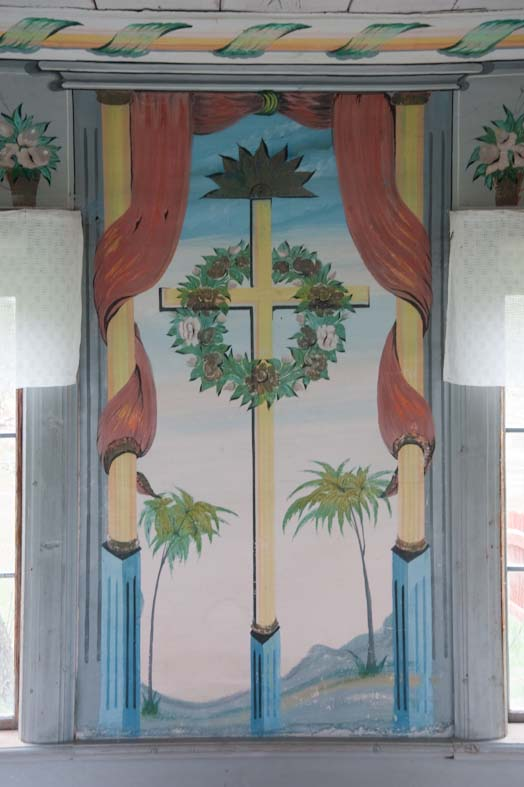
Detalj av väggmålning med religiöst motiv från Kristofers i Järvsö, av hälsingemålaren Anders Ädel (1854).

Hälsingemålning är ett dekorativt allmogemåleri med rötter i Hälsingland. Sedan 1500-talet har målningarna utgjort inredningsdekoren i hälsingegårdarna och särskilt deras feststugor. Inredningsmåleriet är i regel utfört med limfärg och ofta på grov linneväv. Utöver väggdekoren har möbelmåleriet en central roll. Efter att ha huvudsakligen hållit sig till religiösa teman blev valet av motiv något mer varierat under 1700- och 1800-talen. Det är också från den tidsperioden man har kunnat koppla ihop olika målare med deras verk och stiluttryck. Under 1800-talet kom stilen för första gången att influeras av klassiskt skolade målare, liksom ett flertal dalmålare. Det blev även vanligt att schablonmåla väggar som ett alternativ till den dyra nymodigheten tryckta tapeter.
Majoriteten av det bevarade måleriet har återfunnits i området kring Dellensjöarna, samt Ljusnans och Voxnans dalgångar. Måleriets spridning har gjort att Hälsingland betraktats som ett av Sveriges mest framstående områden för folkkonst. Särskilt under den framstående perioden 1800–1870 fick inredningsmåleriet en central roll som betonats när hälsingegårdarna erkändes som världsarv.

## Historik

### Bakgrund
Som förklaring till den rika förekomsten av dekorationsmåleri hos allmogen i Hälsingland har ofta framhållits de ekonomiska förutsättningarna. Den goda tillgången på odlingsmark med extrainkomster från linodling, linneproduktion och skogens timmer räknas dit. Uppförandet av väldekorerade hälsingegårdar har ofta kopplats till sådana faktorer, men samtidigt har studier i andra landskap visat att ett rikt inredningsmåleri inte nödvändigtvis kräver ekonomiskt välstånd. Just linets roll som förutsättning för inredningsmåleriets framväxt har även kommit att ifrågasättas och nyanseras.

### Det äldsta måleriet
Av det tidiga måleriet från 1500-talet finns ett flertal bevarade fragment med dekorationsmålning på väv. Faktum är att en oproportionerligt stor mängd av det gamla nordiska bonadsmåleriet från 1600-talet och tidigare har påträffats i just Hälsingland. Det beror huvudsakligen på det fynd av 80 kvadratmeter målad väv som gjordes 1964 när man på Hans-Ers i Alfta bröt upp mangårdsbyggnadens golv för reparation. Fyndet består av flera bonader i olika snitt av okänt ursprung. En av de framstående bonadernas framsida återberättar Esters bok med figurer i 1500-talsklädsel. På dess baksida finns ett äldre mönster, eventuellt från 1400-talets slut. Ett annat verk från 1500-talets mitt skildrar symboliska kvinnogestalter som barmhärtigheten, försiktigheten och rättvisan. Bönder i Hälsingland prydde redan mot slutet av 1500-talet sina hem med dekorationsmålade möbler, trots att allmogen i resten av landet i princip saknade målade möbler. Målartjänster tycks ha varit eftertraktade i landskapet eftersom man i dokument från 1500 till 1601 har påträffat minst ett tjugotal personer omnämnda som målare.

### 1600- och 1700-talets inredningsmåleri
Mycket av 1600-talets måleri har gått förlorat i senare renoveringar, men några brottstycken finns bevarade. Dessa uppvisar stora likheter i såväl val av motiv som utförande. De dominerande färgerna i 1600-talets inredningsmåleri var grått, svart och rött. På en gård i Ljusdals socken fann man återigen ett bibliskt motiv, här målat med limfärg på linneväv. Enligt textfragment på väven handlar det om kung Salomo, men figurernas klädsel är i svenskt sent 1500-talssnitt. Ofta målade man direkt på timret. För att få till en jämn yta fyllde man mellanrummen i timringen med väggmossa eller lindrev och täckte med linneremsor. Efter att väggytan täckts med vit limfärg kunde själva dekorationsmåleriet ta form. För flera av landskapets prästgårdar finns från samma period skriftliga bevis för att målade bonader användes som väggdekoration.

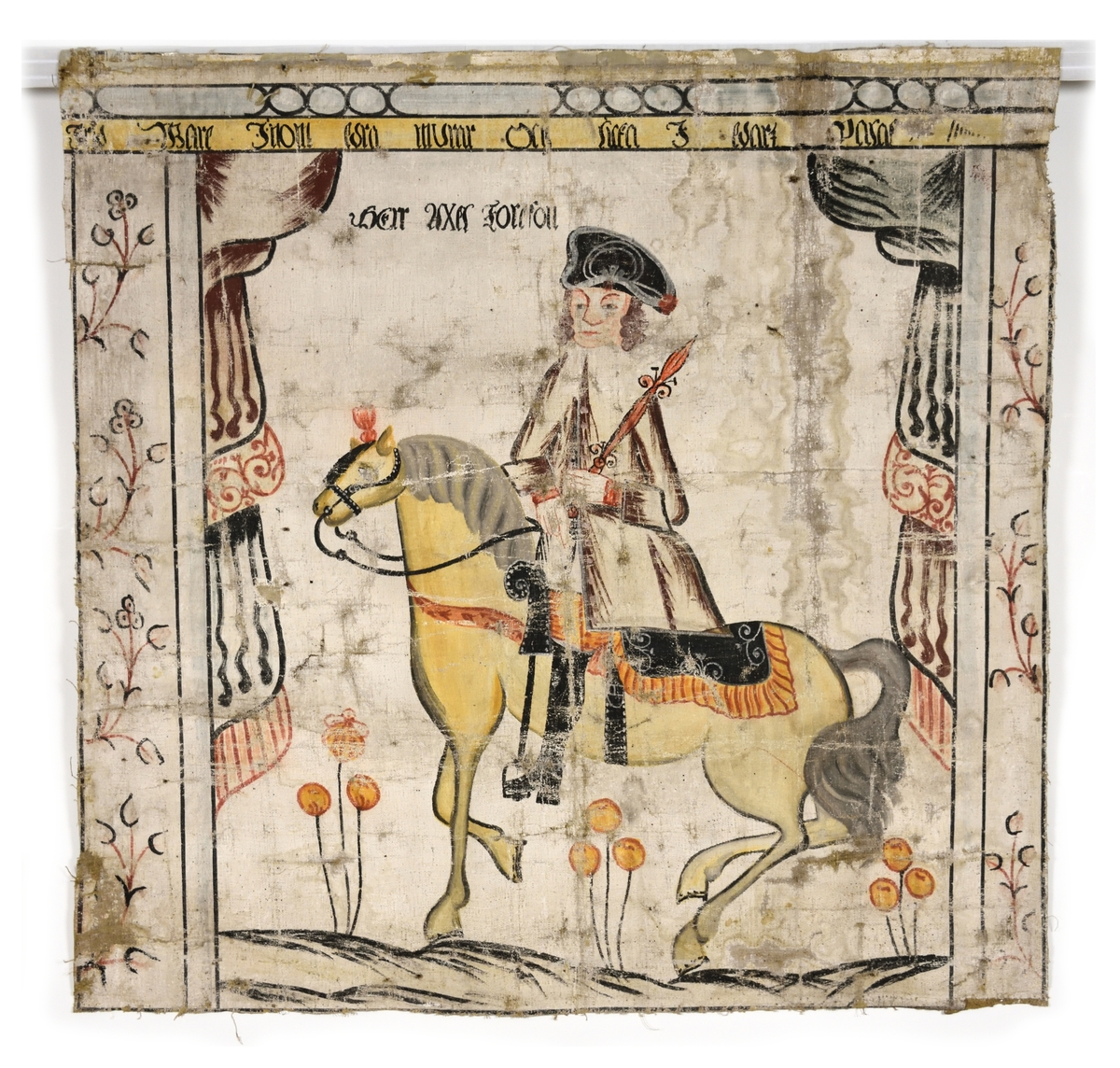
Ryttare av Erik Ersson, målad 1768.

Temat med bibliska motiv fortsatte under 1700-talet, men utöver människofigurerna blev också hästar ett återkommande motiv, vilket uppmärksammats av såväl samtida kännare som Olof Broman som i modern tid. I de målade rummen dekorarade man hela interiören inklusive väggar och tak. För båda ytorna var den vanliga grunderingen fortsatt vit limfärg. Väggmåleriet delades in i fält inramade av målade kolonner eller vinrankor. Utöver figurmåleriet förekom buketter med blommor och frukter i ståtliga urnor som motiv för väggfälten. Även taken dekorerades med rankor, eller med lagerkransar och blomsterrosetter. Det blev under 1700-talet allt vanligare att sätta upp linneväv på väggarna som underlag, istället för att måla direkt på väggträt.
Under stora delar av 1700-talet var färgskalan fortsatt begränsad till de pigment som naturligt kunde tillsättas limfärgen. Sot eller kol för svart, kalk eller krita för vitt, järnhaltig jord för rött och från särskilda jordlager kunde man också framställa en gul nyans. Vid mitten av 1700-talet introducerades det exklusiva pigmentet berlinerblått som fortsatte vara populärt under 1800-talet. Från mitten av 1700-talet och framåt har det också varit möjligt att koppla olika till namnet kända målare med deras inredningsarbeten. Bland andra Gustaf Reuter, korpral vid Delsbo kompani och Erik "Snickarmålarn" Ersson från Källeräng i Delsbo socken.

### Inredningsmåleriets höjdpunkt under 1800-talet
Under 1800-talet påverkades måleriets utformning i högre utsträckning av klassiskt skolade målare som genomgått formell utbildning. Bland annat Jonas Wallström och Olof Hofrén som båda utförde landskapsmåleri på frihand och målade kolonner med kapitäl, där särskilt Hofréns följer det klassiska snittet. Det figurativa måleriet rörde sig i allmänhet bort från de tidigare så förhärskande religiösa motiven samtidigt som det blev populärt att måla hälsingegårdarnas farstur med marmorimitationer utförda med limfärg.

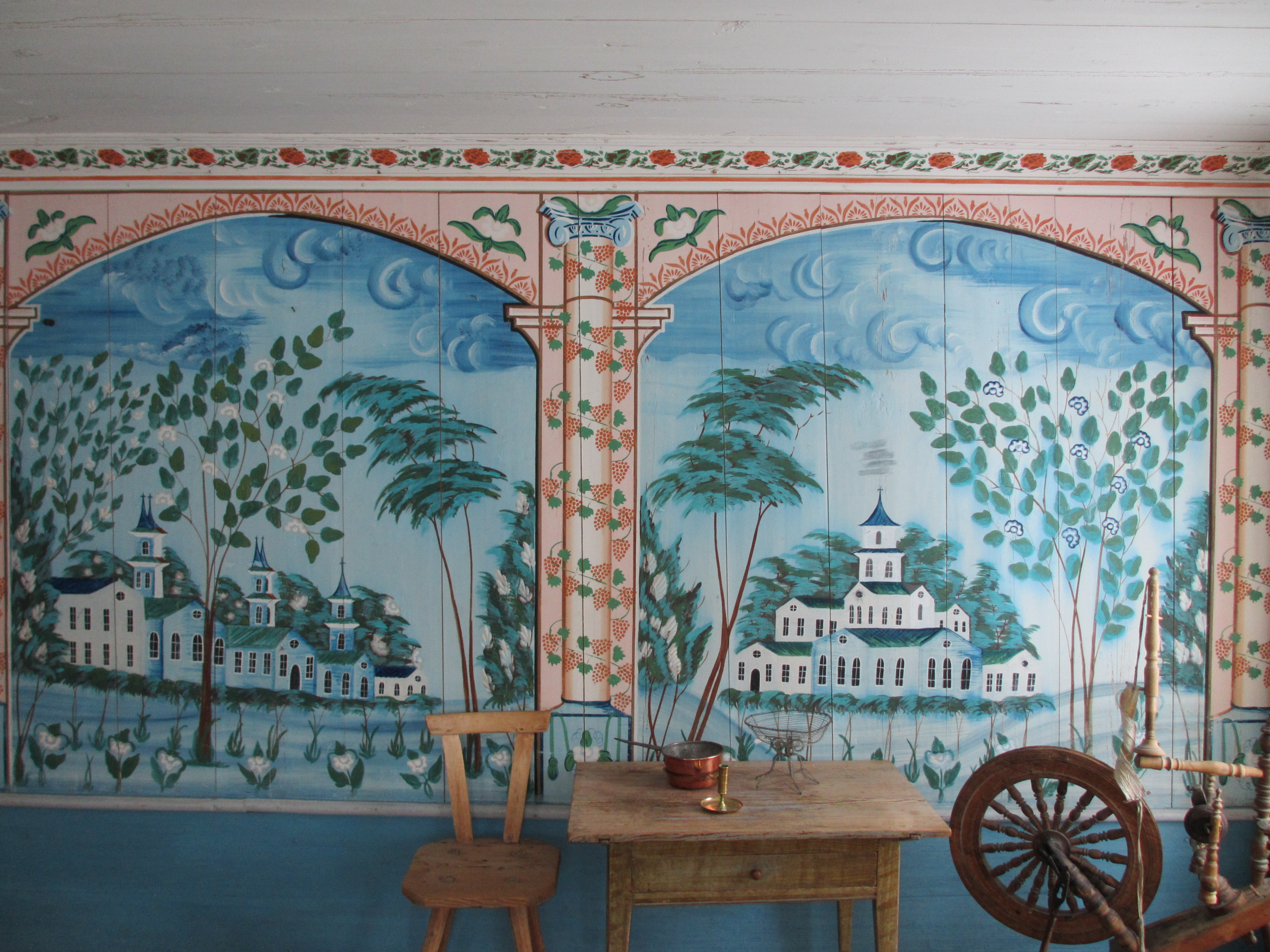
Väggmålning i Jon-Lars i Alfta i karaktäristiskt blått (mitten av 1800-talet).

I början av 1770-talet drabbades Dalarna av missväxt, vilket fick landskapets målare att söka sig österut på arbetsvandringar i mer välbeställda trakter. Flera dalmålare var aktiva i Gästrikland från 1770-talet och under 1800-talet blev deras färgglada måleri efterfrågat i Hälsingland. När papperstillgången ökade under 1800-talet kunde målarna arbeta hemifrån i Dalarna och sedan låta transportera de färdigmålade produkterna till köparna, vilket underlättade spridningen. De dalmålare som var aktiva i Hälsingland kom att anpassa sitt val av motiv och färgpalett efter de hälsingska kundernas förväntningar. Dalmålarna signerade i regel sina alster. Detta har gjort att de tidigare trotts ha en mer dominerande ställning än vad som var fallet, jämfört med de infödda målarna som sällan signerade sina arbeten.
Omkring sekelskiftet 1800 började dekorationsmåleriet kompletteras med tapeter. Dessa var blocktryckta tapeter eller i mer sällsynta fall valsade tryckta tapeter. I hälsingegårdarna nöjde man sig i början med att tapetsera ett rum, vanligen parstugans mindre mellankammare och sedvanan var under århundradets början inte särskilt utbredd. Det schablonmåleri som gjorde entré i Hälsingland under 1830-talet med Jonas Wallström som föregångsfigur anses vara inspirerat av tryckta papperstapeter. Schablonmåleriet blev på den tiden en billigare lösning att få till ett likartat resultat. Både mönstren som skapades i det hälsingska schablonmåleriet och sättet de kombinerades med måleri på frihand var förhållandevis avancerat jämfört med andra traditioner i det svenska allmogemåleriet.

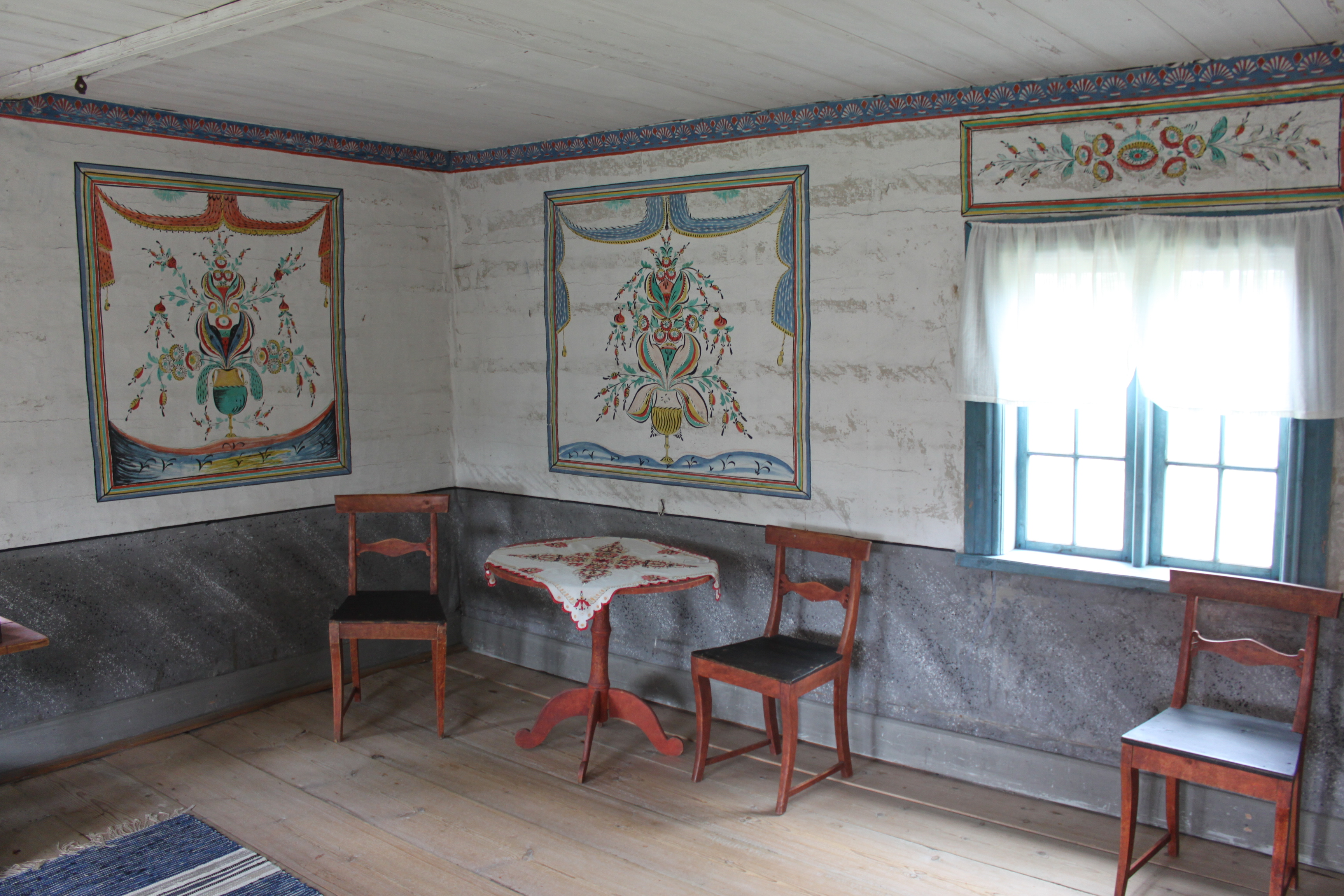
Dalmålaren Bäck Anders Hanssons arbeten på Fågelsjö Gammelgård (1856).

När tillgången på tapeter ökade under 1840- och 1850-talet blev tapetserandet utbrett och det blev vanligare att pryda fler än ett rum med tapeter. Under perioden ökade samtidigt efterfrågan på dekorationsmåleri. Först efter mitten av 1800-talet började de tryckta tapeterna tränga ut måleriet. Att dekorera väggarna med tavlor istället blev också mer vanligt efter hand. Införandet av vedspisen under 1860-talet bidrog till att man även började tapetsera stugornas kök. Sjunkande priser på tapeter medförde att även de obesuttna hade råd med tapeter från och med 1870-talet. I ett större perspektiv ledde den tilltagande industrialiseringen och modernismens inflytande till en utträngning av de gamla kulturyttringarna. Mot slutet av 1800-talet hade inredningsmåleriet gradvis förändrats och degenererat som folklig tradition.

## Hälsingemålare
De flesta hälsingemålarna och de olika interiörernas upphovsmän är idag okända som resultat av kutymen att inte signera sina verk. Ett antal av 1700- och 1800-talets målare är dock kända till namnet. Bristen på signaturer har lett till att flera tidiga attribueringar senare blivit ifrågasatta för att ha vilat på tveksam grund och i för hög grad ha tillskrivit inredningarna redan välkända upphovsmän. I forskningen har man även kunnat påvisa många fall där olika målare samarbetat, vilket ytterligare komplicerar attribueringsbedömningen.
Flera av de kända målarna var soldater, eller i alla fall av soldatfamilj. Fram till 1846 gällde skråtvång, men bara för de målare som var verksamma i städerna. På landsbygden hade sockenstämman befogenhet att utnämna egna sockenhantverkare. Av kyrkböckerna att döma hade målarna det svårt ekonomiskt och flera dog fattiga. De flesta till namnen kända målarna är män, det finns dock dokumenterade exempel på kvinnliga insatser som när Gustaf Reuters hustru och son tog över måleriarbeten i Delsbo kyrka 1741 när han gjorde krigstjänst. Några av de vandrande dalmålarnas hustrur ska också ha deltagit i arbetet, däribland Bäck Anders Hanssons hustru Anna Hansdotter.
Målaryrket gick ofta i arv inom familjen, men kunskaperna kunde också förvärvas genom att till exempel gifta in sig i en målarsläkt. Vissa motiv som akantusrankor och tekniker som marmorering förefaller ha inspirerats av högreståndsmiljöns och kyrkorummens måleriarbeten. Flera av kyrkomålarna hade i sin tur fått inspiration till dessa motiv under arbetsvandringar på kontinenten. Målarna umgicks, samarbetade med och lärde av varandra när de utförde sitt värv. På så sätt och i samklang med kundernas förväntningar skapades för de olika socknarna egna stildrag och varianter av interiörmåleriet. Dessa har i efterhand kommit att beskrivas med klassiska konstvetenskapliga termer som Arbrå sockens Karl Johanstil, Gustaviansk stil i Ljusdals socken samt barock i Forsa och Delsbos socknar. Enskilda lokala målare eller grupper av målare kunde bli stilbildande och sätta sin prägel på socknens måleri under en längre tid framöver. Vandrande målare kunde sedan inspireras av lokala egenheter och föra dem vidare till nya bygder på sina arbetsvandringar.

### Gustaf Reuter (1699–1783)

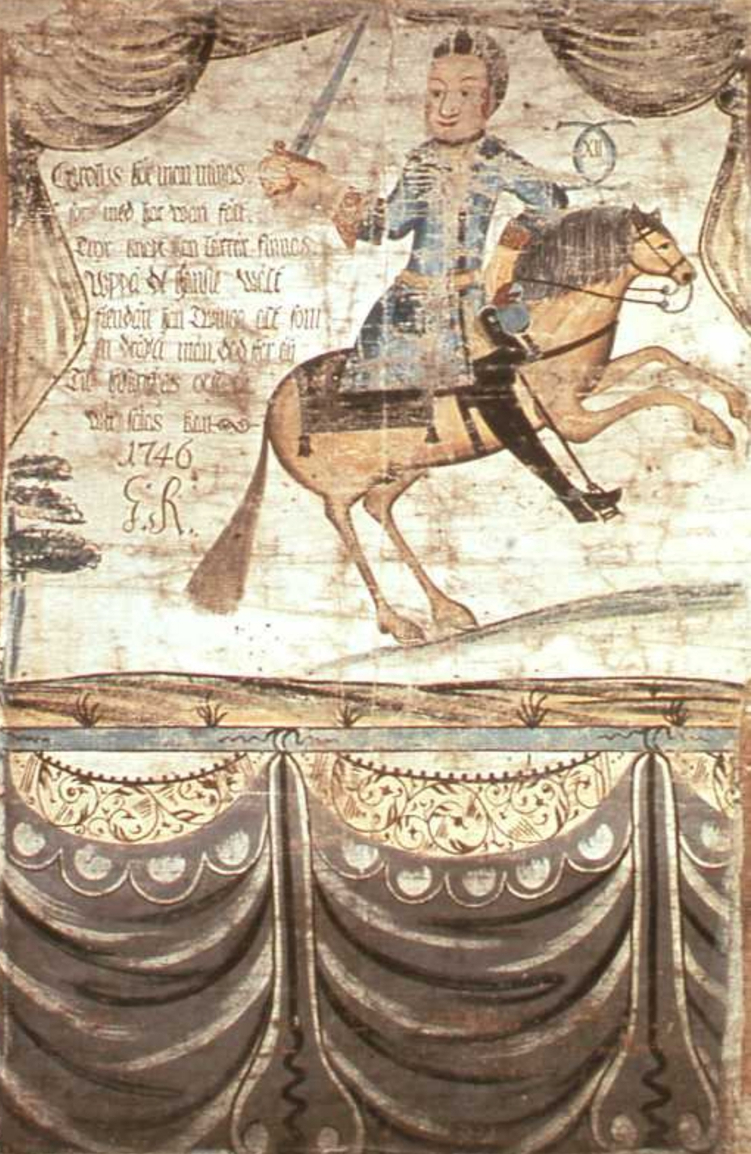
Karl XII av Gustaf Reuter (1746).

Reuter var upphovsman till det stiliserade inredningsmåleri som växte fram kring Dellensjöarna i mitten av 1700-talet. Han var soldat vid Delsbo kompani och deltog i flera fälttåg. Måleriet präglas av barock med inslag från renässans. Motiven var ofta ryttare som kunde vara bibliska gestalter, men lika gärna härförare där Karl XII var ett återkommande motiv. Väggfälten är uppbyggda på samma sätt avgränsade av målade bårder med rankor, draperier, blommor och frukter. Gult, rött och brunt dominerar i kompositionerna och figurernas konturer är markerade med svarta linjer. Under sin karriär samlade Reuter en stor mängd yngre målare som tillsammans bildade "Delsboskolan", en stilriktning som förvaltade de stilval som han hade gjort. Reuter hade till skillnad från många andra vanan att signera sina verk, vilket gjort det enklare att avgöra vad som är hans egen och hans lärjungars produktion. Bevarade målningar av Reuter finns i Delsbo Forngård, Bjuråkers forngård, Hälsinglands museum i Hudiksvall, Ljusdalsbygdens museum i Ljusdal och i Delsbogården på Skansen.

### Paul Hallberg (1734–1789)
Hallberg var en av de tidiga målarna som genomgått formell utbildning. Efter studier på målarskola i Stockholm flyttade han upp till Hudiksvall och gjorde sig ett namn som kyrkomålare, men han dekorerade även hälsingegårdar. Han genomförde hela rumsinteriörer, där Vallingården i Växbo är ett framstående exempel. Brunt och rött är dominerande färger i Hallbergs måleri som går i en dov färgskala. För de många kyrkor han dekorerade inom och utanför Hälsingland använde han sig ofta av klassiska förlagor målade av stora mästare. Hans mest kända lärling var Jonas Åkerström, som också utförde en del interiörmåleri på hälsingegårdarna innan han gjorde sig ett namn som hovmålare hos Gustav III. Hallberg själv har utfört dekorationsmåleri i minst ett dussin kyrkor i norra Hälsingland och målade altartavlan i Delsbo kyrka 1764.

### Jonas Hertman (1755–1804)
Hertman som föddes och växte upp utanför Bollnäs och ska enligt den muntliga traditionen gått i lära hos målaren Sven Hult i Söderhamn. Samma tradition gör gällande att hustrun medföljde på hans resor och deltog i måleriarbetet. De religiösa motiven som inkluderar Jesu dop, passionsberättelsen och Jesu himmelsfärd bär enligt Ingemar Svensson tydliga inslag av olika strömningar som skulle ge upphov till 1800-talets väckelserörelser. Under sin karriär rörde sig Hertman från målningar i folklig naivism med inspiration från barock till allt mer stiliserad rokoko. I flera av målningarna har han inkluderat detaljer från kopparstick ur en svensk utgåva av Heinrich Müllers Himmlischer Liebeskuss. Vid sidan av måleriet livnärde sig Hertman även som urmakare. Hans arbeten går att beskåda på gårdar i Alfta, Arbrå, Bollnäs, Mo, Ovanåker och Rengsjö socknar. Han har lämnat en egen version av ålderstrappan efter sig på gården Schols i Näsbyn och i Bollnässtugan på Skansen har han återgett passionsberättelsen.

### Jonas Wallström (1798–1862)

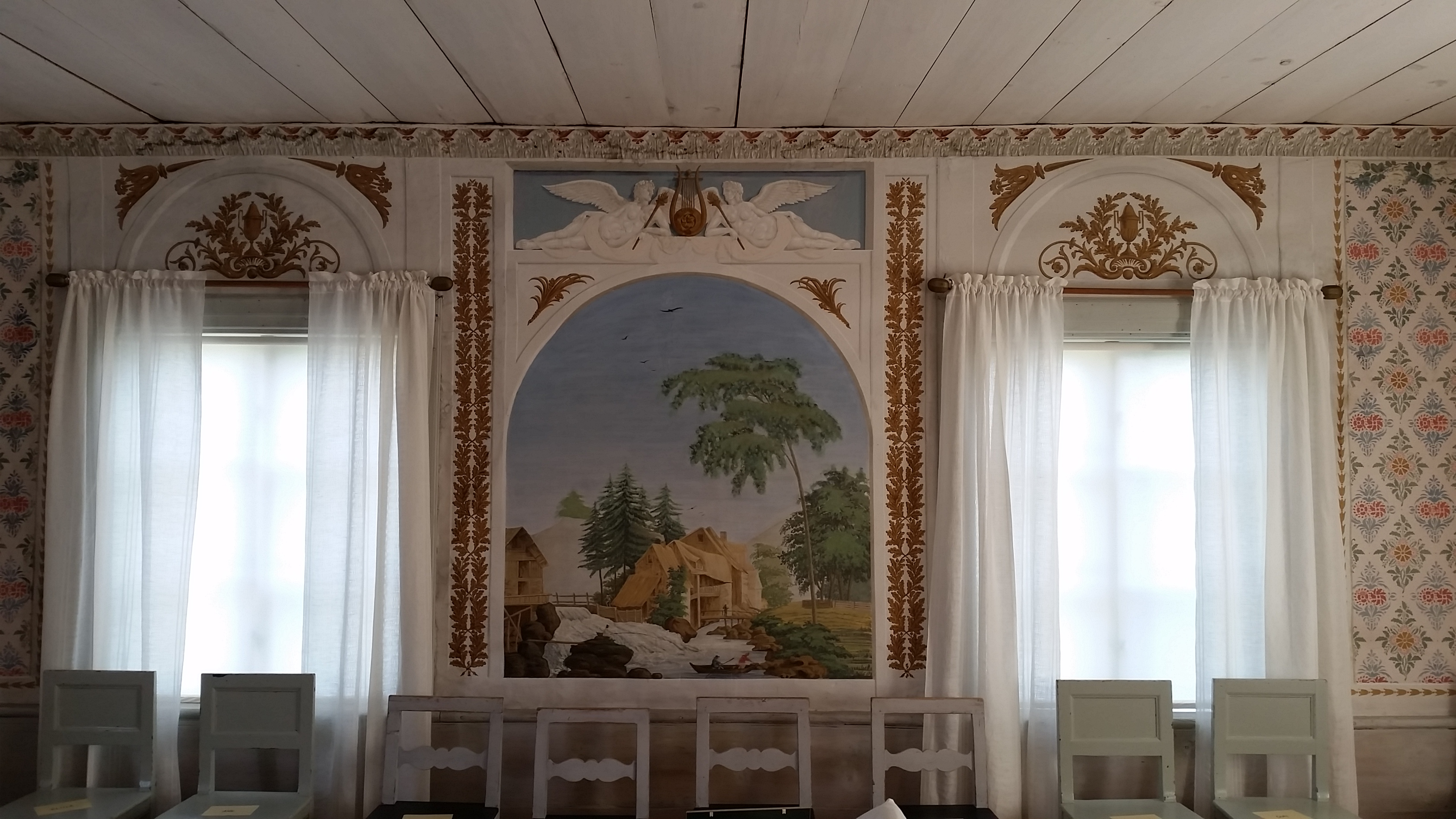
Gästgivars festsal av Jonas Wallström (1840-tal).

Wallström föddes i Vallsta och tog senare sitt efternamn efter hemorten. Mellan 1814 och 1821 var han bosatt i Hudiksvall medan han gick i lära hos målaren Anders Winberg. Han utbildades sedan vidare som gesäll vid Gustaf Söderbergs verkstad i Stockholm 1823–1831 och ska ha fått undervisning hos tapetmålaren Carl Fredric Torsselius. Vid återkomsten till hembygden i början av 1830-talet blev Wallström mellersta Ljusnandalens främste schablonmålare.
Han har skapat flera rumsinredningar med både dekorativt måleri och schablonmåleri. Typiskt för Jonas Wallström är inredningar med målade rikt förgyllda ramverk, kolonetter och ornament i Karl Johanstil, samt vältecknade och rika schablonmönster. Motiven mellan ornamenten är vanligen romantiska landskapsmotiv eller pastorala idyller. Wallströms interiörmåleri på Gästgivars i Vallsta har fått världsarvsstatus. Övriga arbeten som tillskrivits honom återfinns på Hälsinglands museum, Renshammar i Bollnäs, Wallins i Växbo, Lars-Pers i Hov och Arbrå Fornhem.

### Övriga hälsingemålare i urval
- Erik "Snickarmålarn" Ersson (1730–1800) vars arbeten finns på Delsbo forngård, Forsa forngård, Högs kyrka väster om Hudiksvall och Hälsinglands museum i Hudiksvall,[53] samt i Delsbogården på Skansen.[67]
- Jöns Månsson (1769–1867) snickare och möbelmålare verksam i Forsa socken, vars arbeten finns på Ystegårn i Hillsta och i Hälsinglands museums samlingar.[68]
- Björ Anders Hansson (1775–1837) som målat på Ystegårn i Hillsta och Edsbyns hembygdsgård Mårtes.[53]
- Anders Ädel (1809–1888) vars arbeten finns på Ljusdalsbygdens museum, samt hälsingegårdarna Kristofers i Stene och Engbergs i Stavsäter.[53]
- Olof Hofrén (1813–1856) huvudsakligen aktiv som kyrkomålare i Ångermanland,[69] men dekorerade även hälsingegårdar och interiörerna i stora salen på Renshammar har tillskrivits honom.[70]
- Knutesfamiljen har målat på hälsingegårdarna Erik-Anders i Asta och Västerby i Rengsjö.[53]
- Blåmålarn vars arbeten finns att beskåda på hälsingegården Pallars.[71]

## Möbelmålning
| Skåp från Forsa socken av Jöns Månsson (1800). |  | Järvsöskåp på Kristofers med "molnmarmorering" (1800-tal). |
| Skåp från Forsa socken av Jöns Månsson (1800). |  | Järvsöskåp på Kristofers med "molnmarmorering" (1800-tal). |

Möbeltillverkning och måleri av fristående möbler blev omfattande bland allmogen i Hälsingland tidigare än i många andra landskap och kan spåras åtminstone till 1600-talet. Skillnader i stilar mellan socknarna gör att möblernas härkomst ofta framgår av såväl snickeriarbetet som av dekorationsmåleriet. Långt ifrån alla hushållsmöbler försågs med målade dekorationer. Viktiga möbler som kistor och skrin samt statusmöbler som finsnickrade skåp och golvur hörde till de möbler som oftast blev målade. Skåpen var en statusmarkör både utifrån det utvändiga dekorationsmåleriet och sitt innehåll som inkluderade gårdens finare föremål inklusive metallgods. Golvuren blev vanliga hos storbönderna i landskapet mot slutet av 1700-talet. Även om stilen var egen målades samma statusmöbler dock i flera landskap.
Mer typiskt för Hälsingland var att rikt dekorera bordsskivorna till festsalarnas långbord, de tidigaste bevarade exemplen kommer från 1500-talet. Sedvanan var då särskilt utbredd i Delsbo socken, varifrån ett flertal målade bordsskivor, kistor och skåp från 1500- och 1600-talen har bevarats. Precis som för övrigt dekorationsmåleri var många dalmålare aktiva som upphovsmän till möbelmålerier i landskapet. I flera fall var det samma målare som stod för dekorationsmåleri på väggar och tak som fick ombesörja målandet av möblerna. Men även om samma målare utfört såväl inredningsmåleri som möbelmåleri kan arbetena skilja sig åt i sin framtoning. Olika material och behovet av möbler som skulle tåla visst slitage styrde vilka pigment och bindemedel som kunde användas, vilket i sin tur påverkade resultatet.

## Färgpigment och tekniker

### Pigment
Interiörmåleriet i Hälsingland använder ett brett spektrum av färger. Dessa färger blandades under 1700- och 1800-talen vanligen av målarna själva. Det finns uppgifter om att Hälsingemålare inhämtat jordpigment från lokala täkter, men många gånger införskaffades pigmenten från köpmän. Pigmentanalyser av hälsingemålarnas verk från 1700-talet har påvisat en rad gula och röda färgämnen samt pigment som indigo, krita, kimrök och ockra (gul och röd). Under 1800-talet var ockran fortsatt populär och hade fått sällskap av gul och röd mönja liksom berlinerblått, kromgult, cinnober, spanskgrönt och schweinfurtergrönt. Handelslagstiftningen kring bland annat färgförsäljning luckrades upp i början och mitten av 1800-talet, samtidigt som flera nya handelsbodar öppnade i landskapet. Dessa förändringar liksom att fabrikstillverkade syntetiska färgämnen kom ut på marknaden under 1860-talet, medförde nya möjligheter.

### Färgtyper
Färgpigmenten i pulverform blandades med vatten eller alkohol, varefter bindemedel som ägg, lim eller linolja tillfördes. Dessa naturliga bindemedel köptes vanligen in från lokala bönder. Limfärg var den i särklass vanligaste färgtypen vid målning av väggfält och tak. Genom kokning av animaliskt lim skapades kakor som kunde värmas och tillsättas krita för att skapa den vanliga vita grundfärgen. Väggar målade med limfärg är känsliga för såväl fukt som nötning, men håller länge om de inte utsätts för direkt slitage. Bruksföremål som dörrar, skåp och kistor som förväntades tåla visst slitage målades istället företrädesvis med äggoljetempera eller oljefärg. Vid möbelmålning målade man i regel på obehandlat trä utan grundering, men grunderingar av exempelvis krita och lim kunde förekomma. Äggoljetemperan är en blandning av ägg, linolja, pigment och vatten. Ren oljefärg baserad på linolja användes förutom vid möbelmålning som fasadfärg.

### Tekniker
Interiörmåleriet skedde direkt på väggträt, på tunn linneväv eller senare, från 1800-talet, på papp. Endast i undantagsfall har man målat direkt på lerklining, främst eftersom man sällan isolerade väggarna med lerputs i Hälsingland. Måleriet på trä kunde ske direkt på timmer eller på väggar beklädda med träpanel.
Målarna behärskade vanligen olika tekniker som stänkmålning, måleri på frihand eller med schablon och använde ibland även tapeter för att variera slutresultatet.

#### Marmorering
Förekomsten av tydliga marmoreringar och ådrade träimitationer var vanligare inom hälsingemåleriet än i annat svenskt allmogemåleri. Imitationerna är vanligen mer välgjorda än i annat allmogemåleri, varför inspiration tros ha hämtats från de lokala kyrkorummens välutförda arbeten. Samtidigt var måleriet utfört av målare som sannolikt aldrig själva sett äkta marmor att använda som förlaga, varför måleriet med tiden blev allt mer stiliserat. Gråtonade imitationer var vanligt förekommande, men man gjorde även marmoreringar mot röd botten. I området kring Ljusdal uppstod olika traditioner för marmorering mot blå bakgrund. I Järvsötraktens möbelmåleri utförde man från slutet av 1700-talet en stiliserad variant kallad "molnmarmorering", med blyvitt mot bakgrund av pariserblått eller kimrök. Ungefär samtidigt blev en variant av blåmarmorering typisk för möbler från Ljusdal, ett mönster som tidigare använts i socknens kyrkorum.

#### Stänkmålning
Stänkmålning var ett sätt att imitera stenmaterial som under 1600- och 1700-talen blivit populärt i högreståndsmiljöer. Det spred sig till allmogen under 1700- och 1800 talen, och blev en välanvänd teknik i det hälsingska inredningsmåleriet. Tack vare stänkmåleriets tålighet blev det en vanlig metod för väggar i gårdarnas farstur och vardagsstugor. Fläckar och annat slitage som kunde uppstå maskerades naturligt av den spräckliga ytan. Stänkmålningen förekom i flera varierade utföranden med limfärg som grundering. Efter att bottenfärgen torkat stänkte man på olika limfärger med hjälp av till exempel björkris, vilket gav väggen dess spräckliga utseende. Genom att stänka på kontrasterande pigment mot röd bottenfärg kunde man imitera exklusiv porfyr.

#### Schablonmålning
Bruket av schabloner för att skapa tapet-liknande mönster på väggar och lister populariserades i Hälsingland under början av 1800-talet. Målarna hade tidigare använt mallar som stöd vid skapandet av människor och andra detaljer. Dessa var dock vanligen positiva mallar som man målade runt, medan schablonmåleriet använder sig av negativa mallar där man målade i mallarnas utskurna hålrum. Inom den nya riktningen som benämns schablonmålning används enkla geometriska figurer och växtdetaljer för att skapa komplicerade mönster. Som underlag användes vanligen papper eller papp som i sin tur fästes mot textil uppspänd över väggen eller direkt mot väggträt. Även mallarna kunde vara tillverkade i papper och papp som behandlats med schellack för att få ökad styvhet och hållbarhet. Andra material som användes för att skapa mallar var bleck, plåt, läder och näver.
Den vanligaste färgtypen vid schablonmålning var limfärg. Efter att grunderingen strykts på med svinborstpensel behövde man vänta flera timmar för att vattnet i färgen helt skulle avdunsta. Därefter skedde påstrykningen i schablonerna vanligen med stöpplare, men ibland med svinborstpensel. För att skapa de mer intrikata mönstren användes en serie schabloner vars placering synkroniserades med passmärken. Målaren arbetade sig stegvis över väggen och använde olika nyanser för att simulera djup. Användningen av schabloner i inredningsmåleriet tycks i Hälsingland ha populariserats av Jonas Wallström, men snart användes den av flera hälsinge- och dalmålare i landskapet. Framemot mitten av 1800-talet minskade priset på tapeter som började tränga ut det gamla schablonmåleriet.

#### Ådringsmålning
Snickrade trädetaljer inklusive dörrar och paneler kunde utsmyckas med ådringsmålning för att imitera ädlare träslag. Hälsingemålarnas ådringar var liksom marmoreringarna stiliserade, men samtidigt i flera fall närmare förlagan än i annat allmogemåleri. Själva ådrorna åstadkoms genom att stryka med trasor, fingrar och handlov, eller särskilt tillverkade kammar i olika material, exempelvis läder. För att ge färgen egenskaper som underlättade ådrandet användes okonventionella bindmedel som  sockerlag, öl eller olika mjölkprodukter.

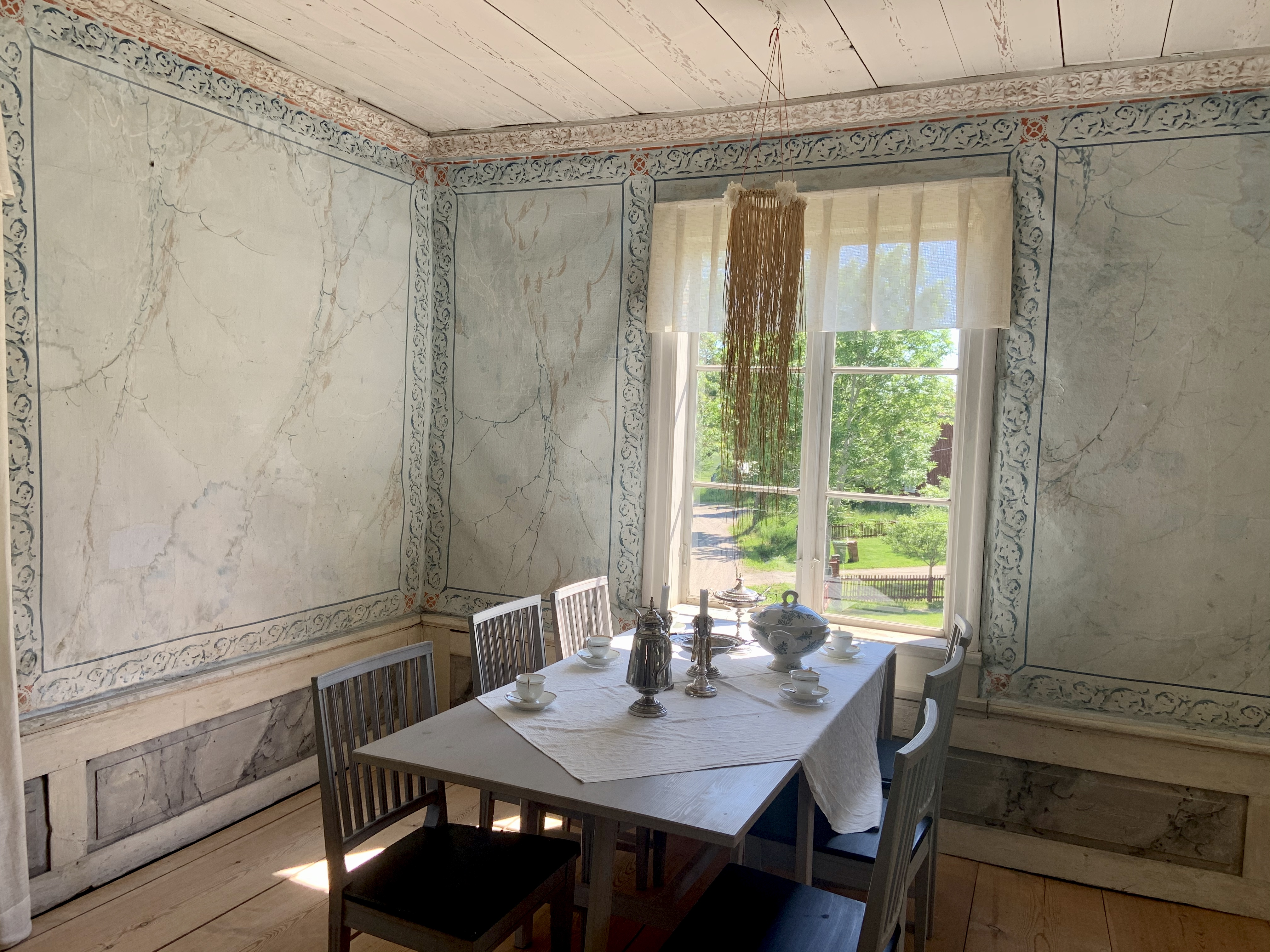
Marmorerade väggfält med schablonmålade ramar av Knutesfamiljen i Erik-Anders festsal (1850-tal).
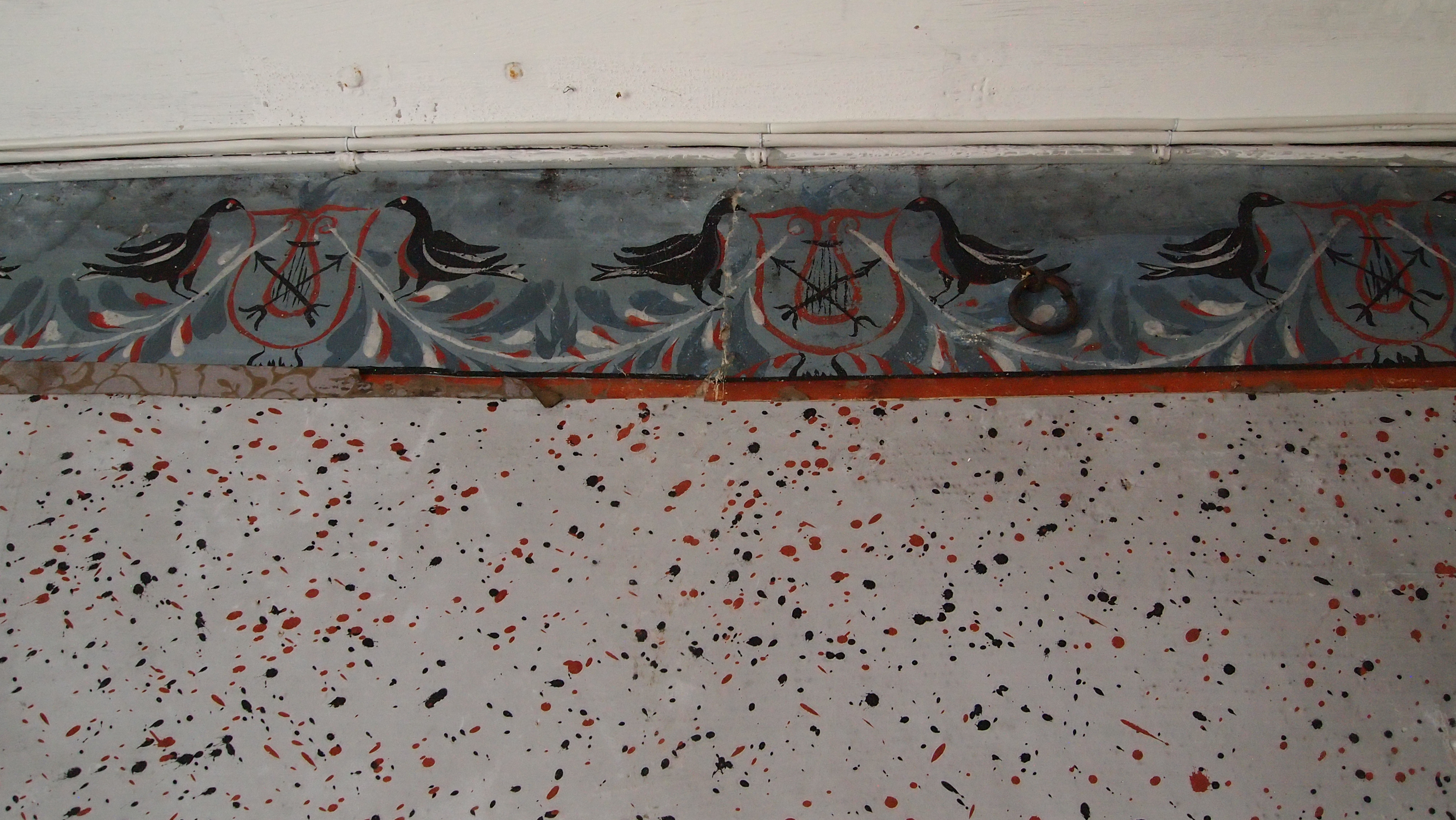
Stänkmålat väggfält på Arbrå Fornhem.
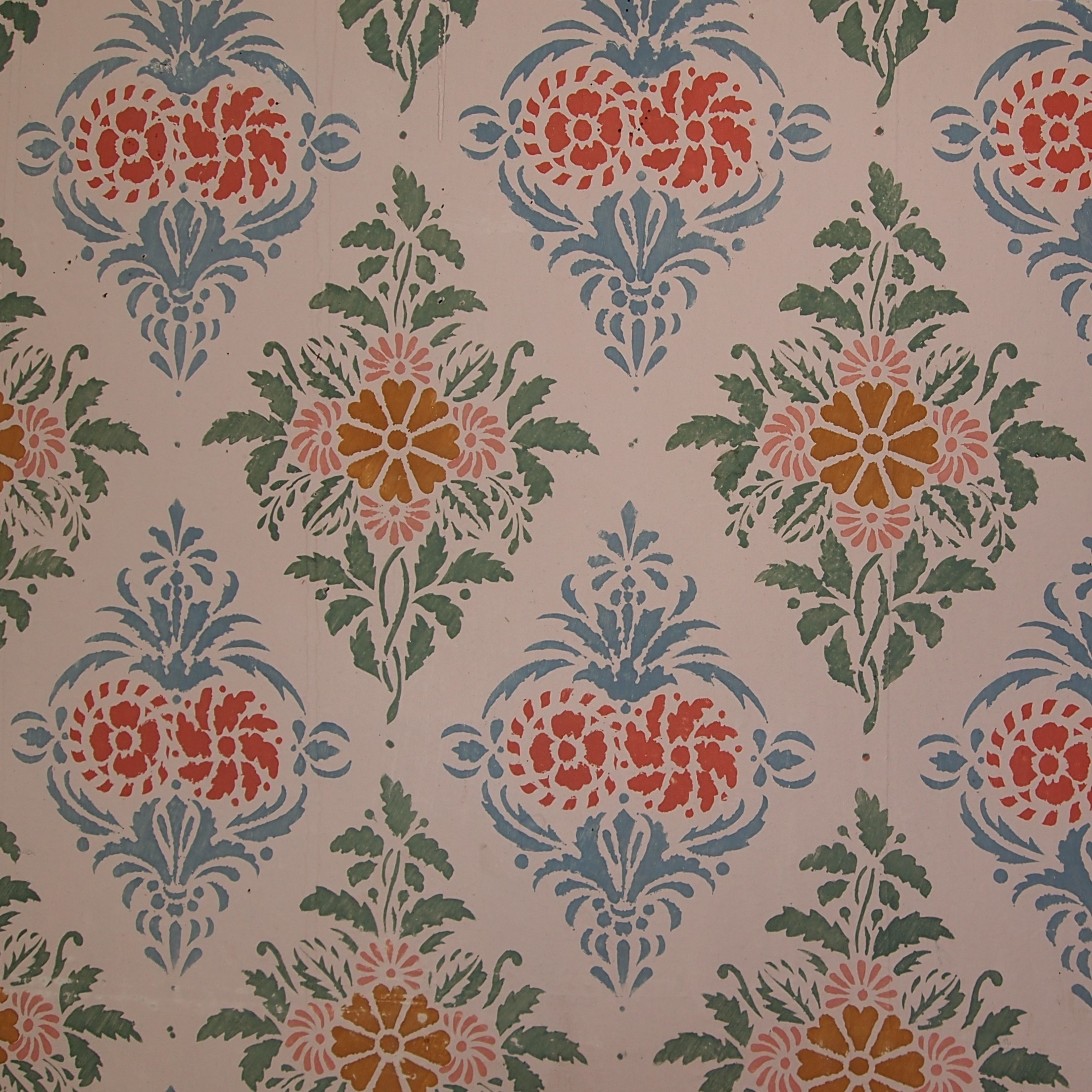
Schablonmålad väggdekor med blommor på Gästgivars av Jonas Wallström (1840-tal).
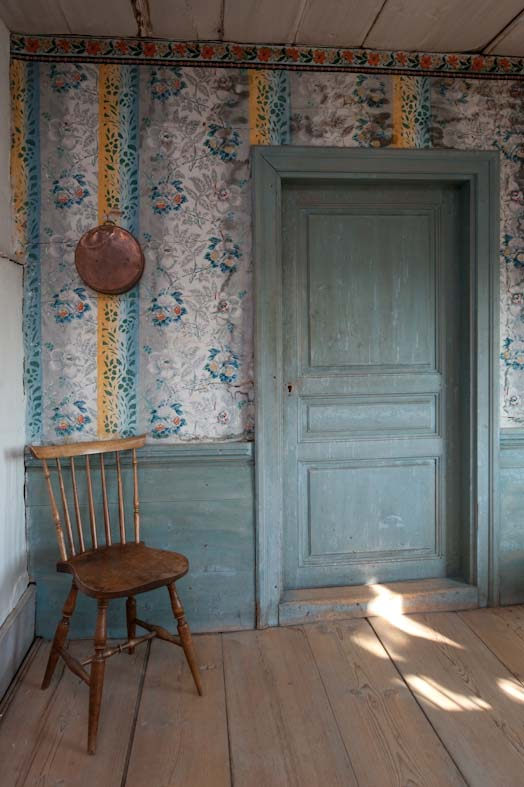
Bommars festsal kombinerar tryckta tapeter och blågula bårder med schablonmåleri (mitten av 1800-talet).

## Ett världsarv
Sedan 1 juli 2012 är sju hälsingegårdar upptagna på världsarvslistan. Gårdarna är utvalda för att representera det dekorationsmåleri som var gällande under 1800-talet. Idén till att skriva in hälsingegårdarna på världsarvslistan har sina rötter i 1990-talet, men det är omtvistat vem som kom med det ursprungliga initiativet. Den första nomineringen bestod av femton gårdar och miljöer som uppvisade en stor mångfald där bland annat hela bymiljöer och en fäbodvall ingick. Den möttes vid konferensen i Sevilla i juni 2009 av ett beslut om omarbetning, där man efterlyste ett snävare urval. Från den första nomineringen behölls bara fem gårdar på listan och ytterligare två gårdar kända för sitt interiörmåleri lades till. År 2024 skrevs det hälsingska schablonmåleriet in på Unescos lista över immateriella kulturarv.

## Restaurering och bevarande

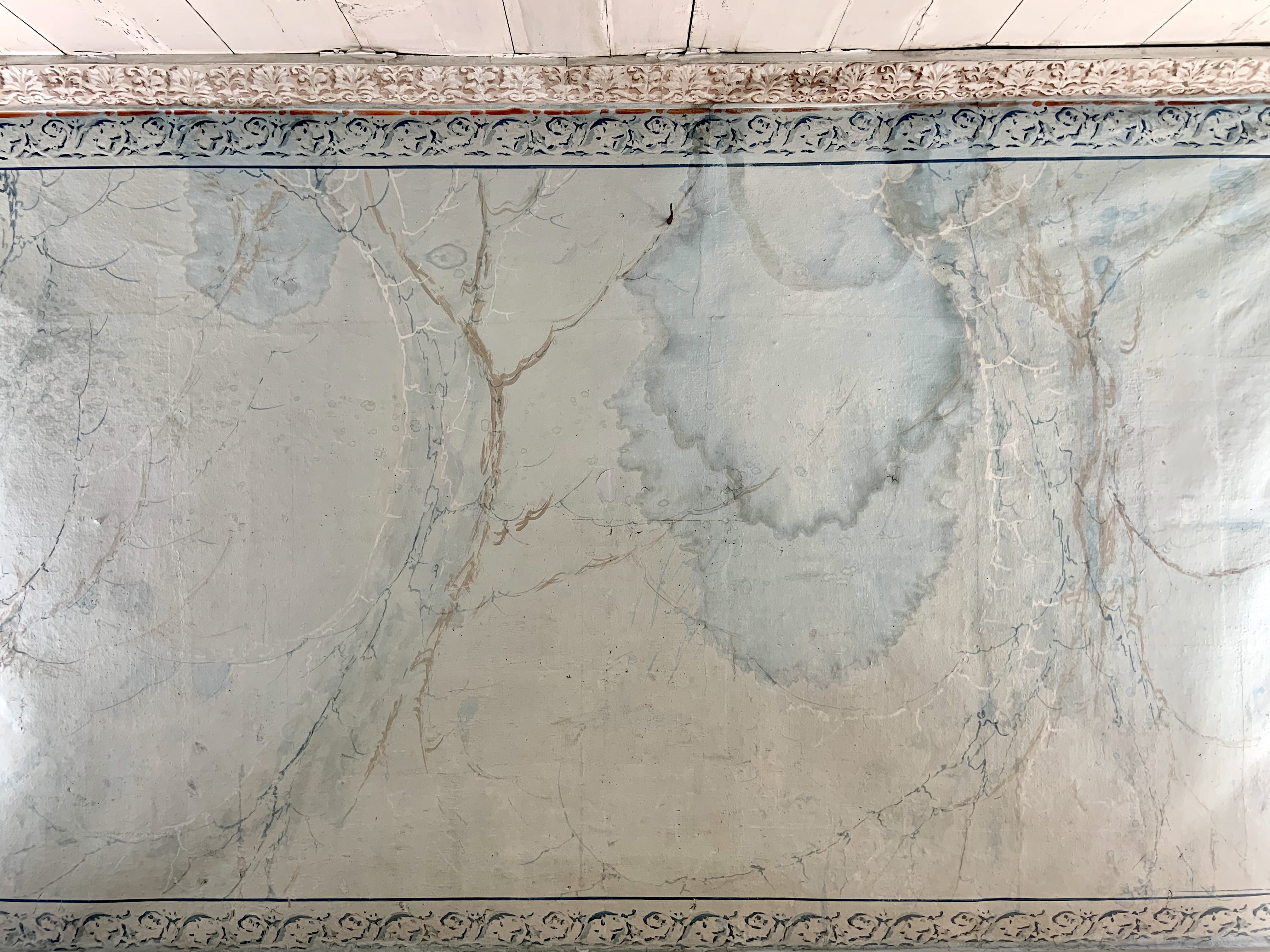
Vattenskador på schablonmåleri och marmoreringar på Erik-Anders.

Måleriets status har tidigare varit ett hot mot dess bevarande.  Under slutet av 1800-talet kunde det heta "eländiga dalkarsmålerier". Från tidigt 1900-tal finns exempel på hur flera hundra år gamla bonader klipptes till trasor och hur dekorerade träskåp och andra möbler omvandlades till brasved. Tecken på att föremålen sågs som något bekant och vardagligt, och inte något som behövde bevaras för eftervärlden. Många ytterligare målade interiörer försvann i samband med renoveringsvågen under 1940- och 1950-talen. Samtidigt uppstod aldrig någon liknande efterfrågan som för dalmålningen under slutet av 1800-talet, varför målerierna inte sålts av eller flyttats till museum i någon större utsträckning. Fler målerier finns kvar på ursprunglig plats jämfört med de andra stora svenska traditionerna inom allmogemåleriet. Majoriteten av det bevarade hälsingemåleriet är dock i form av fragment på väv, papp eller träplankor. De flesta interiörer som är bevarade i sin helhet på ursprunglig plats är från måleriets höjdpunkt i mitten av 1800-talet.
Att flera av gårdarna nedärvts inom samma familj anses ha bidragit till att så mycket finns kvar. Traditionen att låta festsalarna stå tomma har dessutom följt med i generationerna, vilket minskat risken för och behovet av renovering. Det stora antalet hus per gård anses också ha bidragit till bevarandet eftersom moderniseringar och renoveringar bara utförts på enskilda byggnader. Övergivna hus och rum har ofta fått stå kvar orörda som förvaringsutrymmen.

### Måleriet som studieobjekt
Omkring sekelskiftet 1900 tilltog det etnologiska intresset för allmogens dekorationsmåleri vid museer och universitet. Hälsingemålningen identifierades som en av de viktiga traditionerna jämte dalmålningen och det sydsvenska bonadsmåleriet. Sigurd Erixon vid Nordiska museet författade flera artiklar om hälsingemåleri under 1920- och 1930-talen. När det akademiska intresset hade svalnat under andra halvan av 1900-talet fortsatte inventeringarna bland de lokala museerna och hembygdsföreningarna. En större sådan bedrevs under slutet av 1960-talet av Ingemar Svensson och Hilding Mickelsson understödda av Länsmuseet Gävleborg och Gästrike-Hälsinge Hembygdsförbund. Resultatet av undersökningarna publicerades 1968 som boken Hälsingemålningar. Ytterligare inventeringar skedde mot slutet av 1900-talet på initiativ av Kerstin Sinha vid Ljusdalsbygdens museum i samverkan med hembygdsrörelsen. Kring millennieskiftet 2000 ökade det akademiska intresset, den här gången från konstvetenskapligt håll. Ett antal avhandlingar och uppsatser på grundnivå med fokus på målandet publicerades under loppet av ett par decennier.